# Chindaswint
Chinaswint – król Wizygotów w latach 642-653
Był wizygockim możnym, który objął tron po obaleniu młodego króla Tulgi. Według kronikarza Fedegara, nowy monarcha szybko pozbył się najważniejszych stronników króla Tulgi. Pisze również, że zgładzono ponad 200 ludzi z najwyższej klasy i 500 z niższej; ich majątki zostały skonfiskowane a żony i córki oddane stronnikom Chindaswinta. Konsekwencją tych zdarzeń było ustabilizowanie się sukcesji władców i procesu elekcji nowych monarchów. Od 649 roku Chindaswint dzielił władzę z synem Recceswintem, który w 653 został nowym królem. W drugim roku swojego panowania wprowadził spis zwyczajowych praw wizygockich (tzw. Liber Iudicorum, potem zmodyfikowany przez jego syna), który przetrwał jako źródło prawa do XI wieku, a także później znacząco wpływał na miejscowe przepisy.